# Линьероль (Од)
Линьеро́ль (фр. Lignairolles) — коммуна во Франции, находится в регионе Лангедок — Руссильон. Департамент коммуны — Од. Входит в состав кантона Алень. Округ коммуны — Лиму.
Код INSEE коммуны — 11204.

## Население
Население коммуны на 2008 год составляло 37 человек.
| 1962 | 1968 | 1975 | 1982 | 1990 | 1999 | 2008 |
| ---- | ---- | ---- | ---- | ---- | ---- | ---- |
| 57   | 59   | 64   | 51   | 35   | 30   | 37   |

## Экономика
В 2007 году среди 23 человек в трудоспособном возрасте (15—64 лет) 11 были экономически активными, 12 — неактивными (показатель активности — 47,8 %, в 1999 году было 42,1 %). Из 11 активных работали 11 человек (6 мужчин и 5 женщин), безработных не было. Среди 12 неактивных 3 человека были учениками или студентами, 5 — пенсионерами, 4 были неактивными по другим причинам.